# Ла Рипа (Сијена)
Ла Рипа је насеље у Италији у округу Сијена, региону Тоскана.
Према процени из 2011. у насељу је живело 69 становника. Насеље се налази на надморској висини од 353 м.